# Мецо Чел (Тревизо)
Мецо Чел је насеље у Италији у округу Тревизо, региону Венето.
Према процени из 2011. у насељу је живело 44 становника. Насеље се налази на надморској висини од 167 м.